# Peter Haas

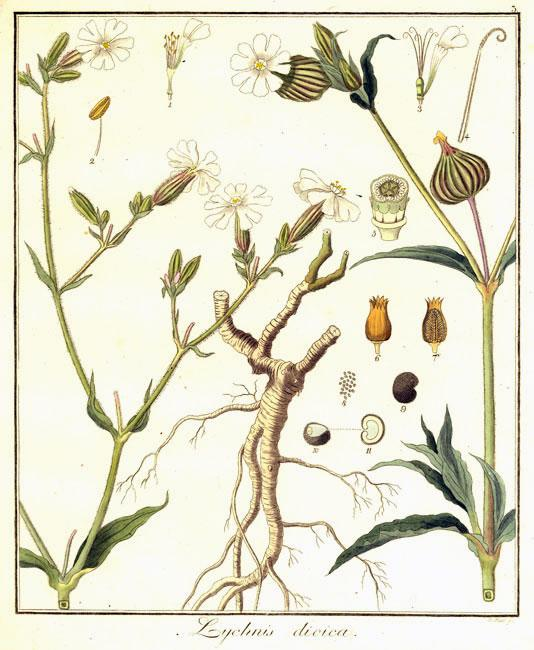
Lychnis dioica L. is a synonym of Silene dioica (L.) Clairv., incisione a mano di Peter Haas, 1809

Peter Haas (Copenaghen, 12 aprile 1754 – 1804) è stato un incisore danese.

## Biografia
Nacque a Copenaghen, due dei suoi fratelli Georg e Meno e suo padre Jonas erano tutti incisori. Haas incise una targa che documenta i viaggi di Carsten Niebuhr in Arabia e l'arte idealizzante e moralistica di Daniel Chodowiecki e le opere correlate di Erik Pauelsen. Haas ebbe tuttavia, soprattutto per ragioni economiche, impegnato a eseguire grafici ordinativi quali biglietti da visita, modelli di ricamo e almanacchi. Scelse nel 1786 di seguire il fratello Meno a Berlino, dove  continuò la sua attività, tra cui miniature, ritratti, una serie di prospetti di Berlino e una serie di scene della vita di Federico II di Prussia. A Berlino incontrò anche Chodowiecki.